# Studsare

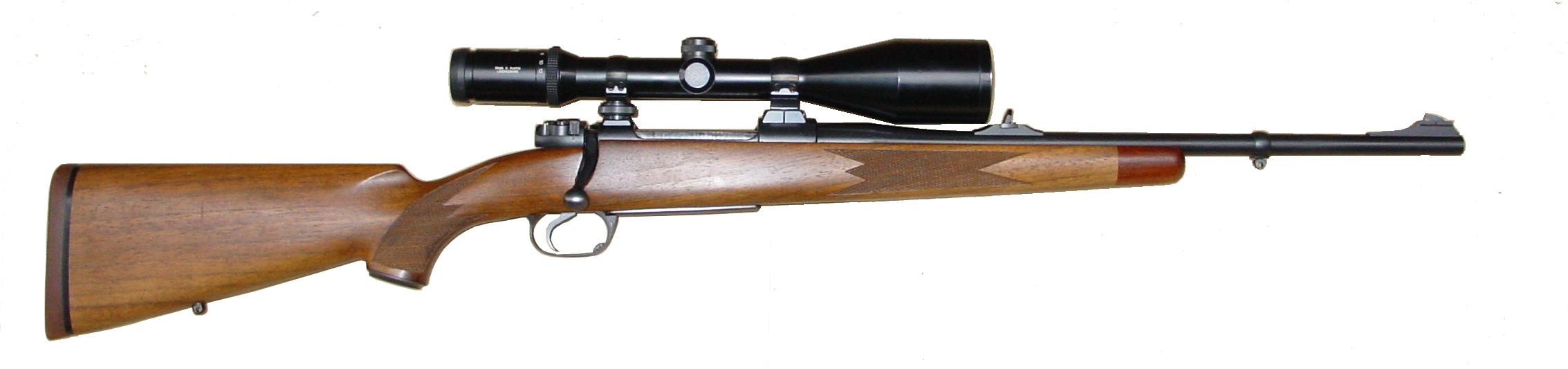
En modern studsare av repetertyp.

Studsare (av tyska: Stutzen) är kulvapen avsedda för jaktbruk, ibland även kallade jaktkulvapen. Kulvapen avser framför allt gevär utformade för att skjuta kulammunition, det vill säga ett tvåhandsvapen som avfyrar endast en projektil per avlossat skott – jämför hagelgevär som skjuter flera projektiler per skott.
Studsare har traditionellt en gevärsstock och förekommer framför allt med räfflat lopp i modern tid.

## Etymologi
Uttrycket studsare stammar från tyskans ”stutzen” och betyder kapa, klippa, beskära. Alltså att reducera något i storlek. Till exempel gjordes de första klockorna som var menade att ta med sig på resa i mindre format, och dessa kallades också studsare. Jaktvapnen gjordes lite kortare och mer hanterliga än de militära musköterna, därav det tyska namnet Stutzen. I den tyska vapenkatalogen Frankonia Jagd 1998/1999, används beteckningen Stutzen endast om jaktvapen med helstock och en piplängd runt 50–52 cm. På svenska är det dock vanligt att kalla alla kulgevär avsedda för jakt för studsare, oavsett piplängd.

## Militära studsare
I  början av 1700-talet skulle officerare och ibland underofficerare i den svenska armén och flottan skaffa sig studsare som prickskyttevapen med lika Caliber som musqueter. Ibland utrustades studsarna även med bajonett som för Södermanlands Äntergastebataljon år 1719.

## Typer
Kulgevären delas in i olika typer beroende på vilket sätt man laddar om vapnet:
- Enkelskottsgevär är ett gevär utan magasin som laddas manuellt genom att skytten öppnar mekanismen, plockar ut eventuell tomhylsa, stoppar i en ny patron och stänger mekanismen.
- Dubbelstudsare är ett brytvapen med två kulpipor.
- Repetergevär är ett gevär, försett med magasin, där skytten i ett enda handgrepp tar bort den gamla patronen och laddar med en ny från magasinet. Handgreppet ifråga kallas att repetera, därav namnet på denna typ av studsare.
- Automatgevär eller Halvautomatiskt gevär är ett gevär som med automatik laddar om efter varje avfyrat skott. Avtryckaren måste dock tryckas in på nytt för varje nytt skott, till skillnad från helautomatiska vapen såsom automatkarbin, kulsprutepistol eller kulspruta som fortsätter skjuta om man håller in avtryckaren.

### Nationalencyklopedin
- studsare i Nationalencyklopedins nätupplaga. Läst 11 augusti 2022.